# Ambasadorowie Chin w Brunei
Chińska Republika Ludowa od chwili ustanowienia oficjalnych stosunków dyplomatycznych z Państwem Brunei w 1992 roku posiadają w tym kraju swojego ambasadora.
| L.p. | Ambasador     | Okres pełnienia funkcji      |
| ---- | ------------- | ---------------------------- |
| 1.   | Jin Guihua    | lipiec 1992 – grudzień 1993  |
| 2.   | Liu Xinsheng  | grudzień 1993 – marzec 1998  |
| 3.   | Wang Jianli   | kwiecień 1998 – maj 2000     |
| 4.   | Qun Wenming   | maj 2000 – grudzień 2002     |
| 5.   | Wei Wei       | grudzień 2002 – styczeń 2005 |
| 6.   | Yang Yanyi    | styczeń 2005 – luty 2007     |
| 7.   | Tong Xiaoling | marzec 2007 – kwiecień 2010  |
| 8.   | Min Yongnian  | od maja 2010                 |